# Tomoyasu Hotei
Tomoyasu Hotei (布袋 寅泰 (Hotei Tomoyasu), nascido em 1 de fevereiro de 1962 em Takasaki, Gunma) é um guitarrista, compositor, produtor musical e ator japonês. Com uma carreira de mais de 35 anos, Hotei registra vendas de mais de 40 milhões de discos e colaborou com artistas aclamados de todo o mundo. Antes de iniciar uma prolífica carreira solo, integrou as bandas Asia (por um curto período) e Boøwy, e fez algumas participações especiais, como na canção "Grace" do álbum Worlds Collide, da banda Apocalyptica.
Ficou famoso no ocidente por conta de seu rock instrumental Battle Without Honor or Humanity, que foi tema do filme Kill Bill Volume 1. Desde então, esta música tem sido usada em vários filmes, jogos eletrônicos, comerciais e programas de televisão em todo o mundo.
Em 2003, Tomoyasu Hotei foi classificado como número 70 na lista da "HMV Japan" com os 100 artistas pop japoneses mais importantes. Em 2011, ele ficou em segundo lugar em uma pesquisa sobre quem o povo japonês considerava o melhor guitarrista a representar o Japão no mundo, atrás apenas de Tak Matsumoto.

## Filmografia
| Ano  | Filme                                  | Papel                                                  |
| ---- | -------------------------------------- | ------------------------------------------------------ |
| 1998 | SF Samurai Fiction                     | Rannosuke Kazamatsuri                                  |
| 2001 | Red Shadow Akakage                     | Rannosuke Kazamatsuri                                  |
| 2002 | New Battles Without Honor and Humanity | Tochino Masatatsu (also known as Another Battle, 2002) |
| 2004 | Akai Tsuki                             | Coronel Osugi                                          |

## Discografia

### Carreira Solo
| - "Deja-vu" (12 de dezembro de 1990) - "Beat Emotion" (29 de junho de 1991) - "You" (4 de dezembro de 1991) - "Lonely Wild" (22 de julho de 1992) - "Saraba Seishun no Hikari" (さらば青春の光, 28 de julho de 1993) - "Surrender" (サレンダー, 30 de março de 1994) - "Bara to Ame" (薔薇と雨,14 de dezembro de 1994) - "Poison" (25 de janeiro de 1995) - "Thrill" (スリル, 18 de outubro de 1995 - "Last Scene" (ラストシーン, 24 de janeiro de 1996) - "Inochi wa Moyashitsukusu tame no Mono" (命は燃やしつくすためのもの 24 de maio de 1996) - "Circus" (23 de outubro de 1996) - "Change Yourself!" (1 de agosto de 1997) - "Thank You & Good Bye" (28 de janeiro de 1998) - "Bambina" (バンビーナ, 16 de abril de 1999) - "Nobody Is Perfect" (12 de maio de 1999) - "Vampire" (30 de agosto de 2000) - "Love Junkie" (25 de outubro de 2000) - "Born to be Free" (1 de janeiro de 2001) - "Russian Roulette" (6 de fevereiro de 2002) - "Destiny Rose" (17 de outubro de 2002) - "Nocturne No.9" (27 de agosto de 2003) - "Another Battle" (アナザー・バトル, 30 de junho de 2004) - "Identity" (23 de fevereiro de 2003) - "Liberty Wings" (27 de abril de 2005) - "Battle Funktastic" (25 de janeiro de 2006, com Rip Slyme) - "Back Streets of Tokyo" (23 de agosto de 2006, com Brian Setzer) - "Stereocaster" (ステレオキャスター, 8 de novembro de 2006, com Char) | - Guitarhythm (5 de outubro 1988), Posição na parada da Oricon: #2 - Guitarhythm II (27 de setembro de 1991) #1 - Guitarhythm III (23 de setembro de 1992) #2 - Guitarhythm IV (1 de junho de 1994) #2 - King & Queen (28 de novembro de 1996) #1 - Supersonic Generation (29 de abril de 1998) #4 - Fetish (29 de novembro de 2000) #8 - Scorpio Rising (6 de março de 2002) #6 - Doberman (26 de setembro de 2003) #9 - Monster Drive (15 de junho de 2005) #10 - Soul Sessions (6 de dezembro de 2006) #16 - Ambivalent (24 de outubro de 2007) #10 - Guitarhythm V (18 de fevereiro de 2009) #5 - Come Rain Come Shine (6 de fevereiro de 2013) #5 - New Beginnings (1 de outubro de 2014) #4 - Strangers (16 de outubro de 2015) #4 (edição japonesa) - Tribute Spirits (1 de maio de 1999) - Greatest Hits 1990–1999 (23 de junho de 1999) - Electric Samurai (30 de março de 2004) - All Time Super Best (7 de dezembro de 2005) - Guitarhythm activ tour 91-92 (8 de abril de 1992) - Guitarhythm wild (28 de abril de 1993) - Space cowboy show (19 de março de 1997) - Tonight I'm Yours (26 de janeiro de 2000) - Rock The Future Tour 2000-2001 (22 de março de 2001) - Live in Budokan (26 de dezembro de 2002) - Monster drive party!!! (14 de setembro de 2005) - Mtv unplugged (27 de junho de 2007) |

#### DVD/VHS
- Guitarhythm (11 de julho de 1989)
- Guitarhythm active tour '91-'92  (25 de março de 1992)
- Guitarhythm wild (16 de junho de 1993)
- Serious clips (27 de julho de 1994)
- Guitarhythm serious climax (17 de maio de 1995)
- Cyber city never sleep (24 de maio de 1996)
- H (9 de outubro de 1996)
- Space cowboy show (25 de abril de 1997)
- Ssg live rock the future (7 de outubro de 1998)
- Greatest video 1994-1999 (16 de julho de 1999)
- Tonight i'm yours (16 de maio de 2000)
- Rock the future 2000-2001 (16 de maio de 2001)
- Hotei jukebox (25 de julho de 2001)
- Live in budokan (29 de julho de 2003)
- Doberman dvd (3 de novembro de 2003)
- The live doberman (30 de junho de 2004)
- Top runner (30 de maio de 2005)
- Monster drive party!!! (14 de setembro de 2005)
- All time super clips (15 de maio de 2006)
- All time super best tour (26 de junho de 2006)
- Hotei presents "super soul sessions"BRIAN SETZER vs HOTEI vs CHAR" (27 de julho de 2007)
- Mtv unplgged (27 de junho de 2006)
- Hotei and The wanderers funky punky tour2007-2008 (23 de abril de 2008)
- Guitarhythm V tour (2009)
- HOTEI+TODAIJI SPECIAL LIVE -Fly into your dream- (2009)